# Quezon (Bukidnon)
Quezon (Bayan ng Quezon) är en kommun i Filippinerna. Kommunen ligger på ön Mindanao, och tillhör provinsen Bukidnon. Folkmängden uppgår till 82 567 invånare.

## Bildgalleri

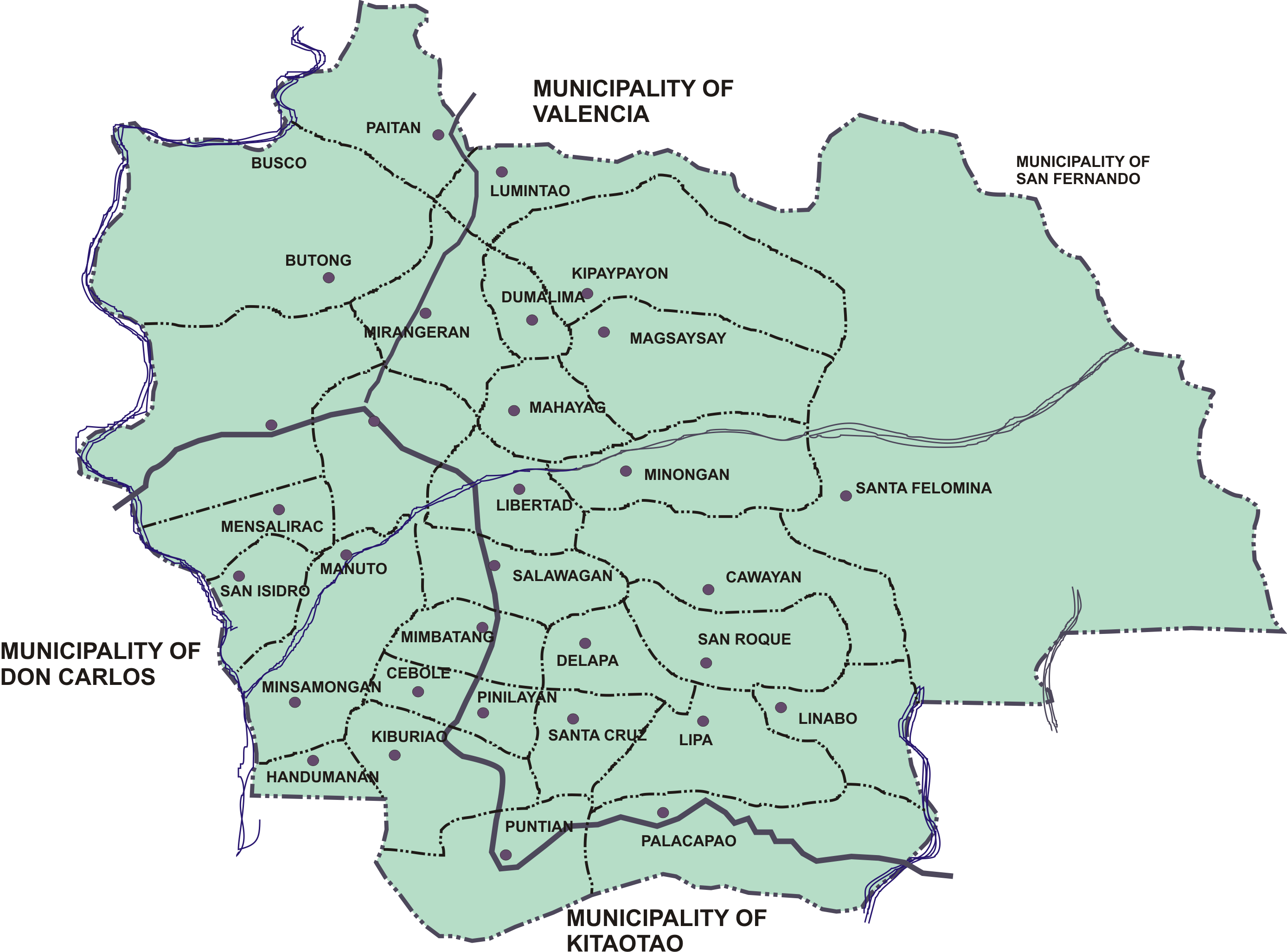

## Barangayer
Quezon delas in i 31 barangayer.
| - Butong - Cebole - Delapa - Dumalama - C-Handumanan - Cawayan - Kiburiao - Kipaypayon - Lagua - Libertad - Linabo | - Lipa - Lumintao - Magsaysay - Mahayag - Manuto - Merangeran - Mibantang - Minongan - Minsalirac - Minsamongan - Paitan | - Palacapao - Pinilayan - Poblacion (Kiokong) - Puntian - Salawagan - San Isidro - San Jose - San Roque - Santa Cruz - Santa Filomena |